# Chalcostigma ruficeps
Chalcostigma ruficeps е вид птица от семейство Колиброви (Trochilidae).

## Разпространение
Видът е разпространен в Боливия, Еквадор, Колумбия и Перу.